# Véra Clouzot
Véra Clouzot (Rio de Janeiro, 30 december 1913 - Parijs, 15 december 1960) was een Frans actrice van Braziliaanse afkomst. Zij was bekend om haar rol als Christina Delassalle in de film Les Diaboliques.
Vera Clouzot was de dochter van de beruchte Braziliaanse politicus Gilberto Amado. Ze was getrouwd met de Franse regisseur Henri-Georges Clouzot van 1950 tot haar plotselinge overlijden als gevolg van een hartaanval in 1960. De drie films waarin zij meespeelde werden geregisseerd door haar man.

## Filmografie
- Le salaire de la peur (1953)
- Les Diaboliques (1955)
- Les Espions (1957)

## Trivia
- Haar man Henri-Georges vernoemde zijn productiemaatschappij naar zijn vrouw.